# Impatiens charanii
Impatiens charanii är en balsaminväxtart som beskrevs av Tatemi Shimizu. Impatiens charanii ingår i släktet balsaminer, och familjen balsaminväxter. Inga underarter finns listade i Catalogue of Life.